# Łozienica
Łozienica (do 1945 Neuhof bei Gollnow) – wieś w Polsce położona w województwie zachodniopomorskim, w powiecie goleniowskim, w gminie Goleniów.
W latach 1975–1998 miejscowość położona była w województwie szczecińskim.
Wieś leży na skraju Puszczy Goleniowskiej, zabudowa rozproszona, niedaleko Drogi ekspresowej S3.

## Historia
Powstała ona na osuszonych terenach podmokłych. Pierwsze wzmianki o niej pochodzą z XIX wieku. W 1874 r. istniały na tym terenie trzy folwarki. Pod koniec stulecia utworzono tam także wieś Neuhof, powstałą na planie rzędówki przy drodze gruntowej. W 1929 r. wieś zamieszkiwało 114 osób, była to typowa wieś rolnicza, a dzierżawcą był H. Rodenwaldt. Po r. 1945 wieś była długo niezasiedlona, opuszczona, uległa częściowemu zniszczeniu, podobny los spotkał folwark, na terenie którego w późniejszym czasie utworzono dokonując wielu przebudowań tuczarnię. W pierwszych latach powojennych wieś przejściowo nazywała się Jankowo a od 1948 roku nosi nazwę Łozienica. Potocznie obydwie nazwy funkcjonują obok siebie nawet do dzisiaj.
Obecnie znajduje się tutaj szkółka drzew i krzewów ozdobnych, osiedle mieszkalne, kilka zagród, w tym zagroda sołtysa Kwiatkowskiego, na terenie której w przerobionych kurnikach została zorganizowana sala balowa. Przy wiadukcie na drodze nr 3 i torach kolejowych łączących Szczecin i Świnoujście znajduje się zagroda nr 15 pełniąca obecnie funkcję Obwodu Drogowego (DODP Szczecin). W 2003/2004 roku na terenach sołectwa utworzono Goleniowski Park Przemysłowy. W 2005 oddano do użytku pierwszą fabrykę, belgijskiej firmy "Spin-Group", producenta przędzy dywanowej. W niedalekiej przyszłości planuje się budowę następnych fabryk oraz poprawę infrastruktury. Łozienica traci więc swoje rolnicze funkcje. Przy wiadukcie (w kierunku na Lubczynę) nad drogą krajową 3 i 6, znajdowały się kiedyś dom i zagroda, które w dokumentach kartograficznych i geodezyjnych funkcjonowały jako miejscowość Leśniczówka Rozdroże. W oficjalnych dokumentach takowa miejscowość nigdy nie istniała. Obecnie dom i zagroda zostały zburzone a na ich miejscu powstała fabryka Wind Power. Zabudowa wsi pochodzi z czasów polskich, kilka domów z przełomu XIX i XX w. W roku 2009 liczyła 65 mieszkańców.
Okoliczne miejscowości:Goleniów, Komarowo, Ininka, Nadrzecze, Rurzyca.